# Viverrinae
Los viverrinos (Viverrinae) son una subfamilia de mamíferos carnívoros de la familia Viverridae que incluye las ginetas y civetas del Viejo Mundo. Son de cuerpo pequeño y mayormente arbóreas. Se parecen a los gatos, pero tienen el hocico más parecido a las mangostas. Su longitud, excluyendo su larga cola, va de 40 a 70 cm, y su peso oscila de 1 a 5 kg. Se conocen 22 especies. Gaubert, (2004) excluye al género Prionodon de esta subfamilia, incluyéndolo en la subfamilia Prionodontinae.
 Buffon, fue el primero que distinguió las ginetas de las civetas porque las primeras son más pequeñas que las segundas.

## Géneros
Se han descrito los siguientes géneros:
- Civettictis, Pocock, 1915.
- Genetta, Cuvier, 1816.
- Poiana, Gray, 1864.
- Viverra, Linnaeus, 1758.
- Viverricula, Hodgson, 1838.